# Lúcio Cássio Longino (cônsul em 107 a.C.)
Lúcio Cássio Longino (m. 107 a.C.; em latim: Lucius Cassius Longinus) foi um político da gente Cássia da República Romana eleito cônsul em 107 a.C. com Caio Mário.

## Carreira
Longino foi eleito pretor em 111 a.C. e enviado para a Numídia para levar o rei Jugurta a Roma. Em 107 a.C., foi eleito cônsul com Caio Mário e, naquele mesmo ano, durante as Guerras Címbricas, os tigurinos, uma tribo dos helvécios, liderados por Divicão, invadiram a província romana da Gália Narbonense. Longino seguiu com seis legiões e 6 000 cavaleiros até Tolosa seguindo pela nova estrada construída por Cneu Domício Enobarbo para dar-lhes combate. A pouca distância de Tolosa, uma cidade celta, os romanos enfrentaram os volcas tectósages, a quem haviam se juntado parte dos cimbros, teutônicos e tigurinos e os derrotaram. Em seguida, Longino continuou avançando pelo território inimigo, levando consigo a caravana de suprimentos como fosse uma marcha normal entre duas cidades amigas, chegando até o vale do rio Garona, perto de Burdigala. Ali, no território dos nitiobrógios, o exército romano, distante de sua província, foi massacrado na Batalha de Agen, e os sobreviventes foram humilhados ao serem forçados a marchar sob o jugo. O próprio Cássio Longino foi morto nesta batalha, assim como Lúcio Calpúrnio Pisão Cesonino, que servia como legado em seu exército.
Júlio César, em 58 a.C., lembrando-se do massacre dos homens de Longino, negou passagem aos helvécios que pediam permissão para entrar na Gália Narbonense, derrotando em seguida dos tigurinos e vingando, assim, honra dos romanos, como ele próprio afirma em "De Bello Gallico".